# Cesare Nay
Cesare Otto Donato Nay (Torino, 22 ottobre 1925 – Torino, 8 agosto 1994) è stato un dirigente sportivo, allenatore di calcio e calciatore italiano, di ruolo centrocampista.

## Caratteristiche tecniche
Centrocampista difensivo, più dotato di generosità che di classe, è stato a volte impiegato con efficacia anche da difensore centrale .

## Carriera

### Giocatore

Nay (secondo da sinistra) nell'estate del 1957, assieme ad alcuni suoi compagni di squadra nella Juventus.

Cresciuto nelle giovanili del Torino, giocò per nove stagioni consecutive in Serie A con Lucchese, Torino (nelle 5 stagioni successive alla tragedia di Superga), Triestina e Juventus, per complessive 261 presenze in massima serie.
Ha inoltre totalizzato 59 presenze e 2 reti in Serie B con le maglie di Carrarese e Spezia.

### Allenatore
Una volta finita la carriera agonistica, Nay intraprende quelle di dirigente e di allenatore, difatti nella stagione 1966-67 ha guidato la compagine umbra della Ternana in Serie C.

### Dirigente sportivo
Oltre ad aver intrapreso la carriera da tecnico, Nay percorre anche quella dirigenziale e nel 1964 è stato anche direttore sportivo della Lazio, nonché consulente personale dell'allora presidente biancoceleste Angelo Miceli.
È scomparso nel 1994 all'età di 68 anni.